# Промтехинвест
АО «Промтехинвест» — российская компания, которая занимается проектированием, разработкой и изготовлением нефтепромыслового оборудования, член Союза производителей нефтегазового оборудования. С 2003 года единственный российский производитель, серийно выпускающий системы верхнего привода (СВП). На данный момент компания выпускает системы верхнего привода грузоподъёмностью от 80 до 320 тонн, в том числе силовые вертлюги.

## Собственники и руководство
- Генеральный директор — Артём Евгеньевич Хорошанский

## Производственные мощности компании
- цех изготовления, сборки, монтажа и испытаний гидрооборудования;
- цех изготовления, сборки и монтажа электрооборудования;
- цех механической обработки;
- сервисный центр в г. Сургут

## Основные заказчики
- ОАО «Сургутнефтегаз»[3]
- ОАО "НК «Роснефть»
- ООО «Буровая компания „Евразия“»
- ООО «КАТОБЬНЕФТЬ»
- ООО «Волгоградский завод буровой техники»
- ЗАО «Уралмаш — Буровое оборудование»